# Qolobaa Calankeed
Qolobaa Calankeed (prononcé [qɔlɔbæː ʕælænkeːd] ; signifiant « Louange au drapeau ») est l'hymne national de la Somalie. Il est devenu l'hymne national le 1er août 2012, quand la Constitution de la Somalie a été adoptée, remplaçant Soomaaliyeey toosoo.
Les paroles ont été écrites par Abdullahi Qarshe en 1959,.

## Paroles

### Paroles ensomali
Refrain :

Qolobaa calankeed,

waa ceynoo, 

Innaga keenu waa,

Cirkoo kale ee,

Oon caadna lahayn,

Ee caashaqaye.

Xidigyahay cadi,

Waad noo ciidamisee,

Carradaa kaligaa 

adow curadee

cadceeda sidee

lo caan noqo ee 

Refrain

Deuxième couplet :

Cashadaad dhalataa

caloosheennee

sidii culagii 

ciidad marisee

Allow ha ku celin,

"Cawooy!" dhahe ee

Refrain

### Versionanglaise
Refrain :

The flag of any nation

beareth its color,

but the sky,

doth our flag resemble,

and without defects;

love it with candour!

Oh thou White Star,

at thy service we are

Thou art superior,

in any part of our land,

be famous oh Star!

like the sun of the far.

Refrain

On the day thou arosest,

our hearts thou hast

with pureness purified!

oh thou banner,

Lord shan't thee dim,

in this night we pray.

Refrain

The detached part of,

our forces of five.

From Lord I beseech,

their return thou causest

this fate that wrote,

for us now to meet.

Refrain